# 胞子嚢群

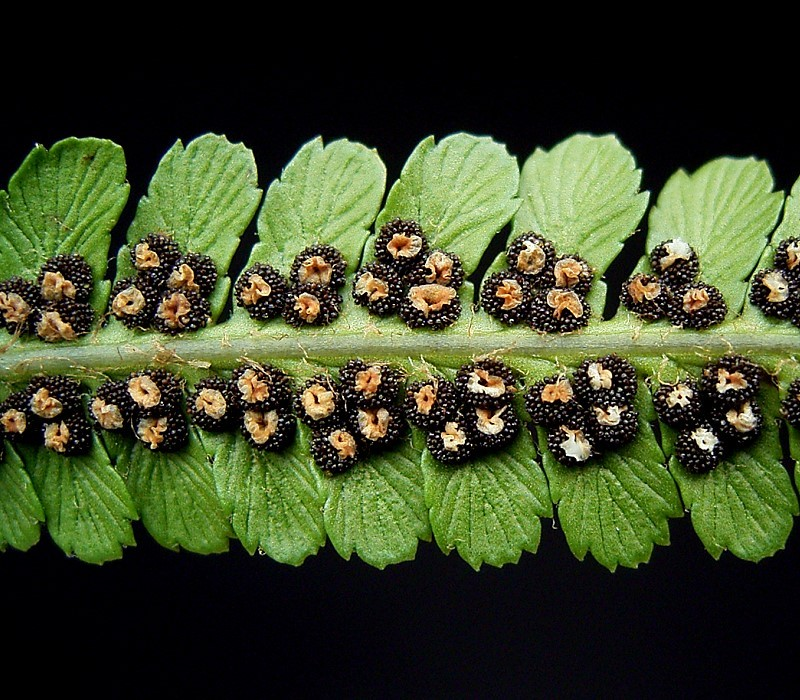
葉の背軸面に並ぶセイヨウオシダ の成熟した胞子嚢群。乾燥した包膜の後ろから黒い胞子嚢が多数見える。

胞子嚢群（胞子囊群、ほうしのうぐん、英: sorus, pl. sori）は、数個から多数の胞子嚢が集合してできた構造体である。シダ類の多くは、一部の例外を除き胞子嚢群を形成する。普通胞子嚢群は葉（胞子葉）の背軸側（裏面）の葉脈に形成される。
英語 sorus を仮名読みしたソーラスや嚢堆（囊堆）とも呼ばれる。sōrus, ī, m.はギリシア語 σωρός (sōrós)「丘」から形成された新ラテン語である。

## 構造
葉の背軸面上または縁辺に生じた胞子嚢床（胞子囊床、ほうしのうしょう、または 胞子嚢托〈胞子囊托、ほうしのうたく〉、英: soral receptacle）上に、表皮系細胞の突起として一群の胞子嚢を生じることで形成される。胞子嚢床は胞子嚢群がつく領域の葉脈がやや肥大したものである。胞子嚢床は分裂組織能を持ち、胞子嚢始原細胞を形成するため、胞子形成分裂組織（sporogenous meristem）とも呼ばれる。分類群により異なるが、胞子嚢群は包膜や偽包膜、側糸などの構造によって保護される。

### 包膜
包膜（胞膜、ほうまく、indusium, pl. indusia）は、シダ類の胞子嚢群を覆う多細胞の膜状器官である。包膜は胞子嚢床やその付近の表皮系細胞から生じる突起である（#位置も参照）。鱗状や膜状の形態をとる。包膜は若い組織の保護に機能すると考えられている。
包膜を持たない胞子嚢群を exindusiate sori、包膜を持つ胞子嚢群を indusiate sori という。
胞子嚢床との位置関係により、胞子嚢床の側方に生じる側位包膜（そくいほうまく、lateral indusium）、下方から生じる下位包膜（かいほうまく、inferior indusium）、上位につく上位包膜（じょういほうまく、superior indusium）が区別される。チャセンシダ科は側位包膜、イワデンダ科は上位包膜、オシダ科は上位包膜を持つ。
タカワラビ科の包膜は二弁状（二枚貝状、bivalvate）になる。ベニシダ Dryopteris erythrosora などのオシダ科オシダ属では円腎形（reniform）の包膜を持ち、彎入部で胞子嚢床に付着する。イノデ属 Polystichum では、胞子嚢床の先端が伸長して、柄と放射相称の楯形（peltate）の包膜を形成し、葉に楯着する。イヌワラビ Athyrium niponicum のように、脈に沿って長い三日月形をなし、長辺の片側のみが葉身に付着するものは片側包膜（unilateral indusium）と呼ばれる。ホングウシダ科では脈端を連ねる線形の包膜が形成される。コケシノブ科の包膜はコップ状である。

### 偽包膜

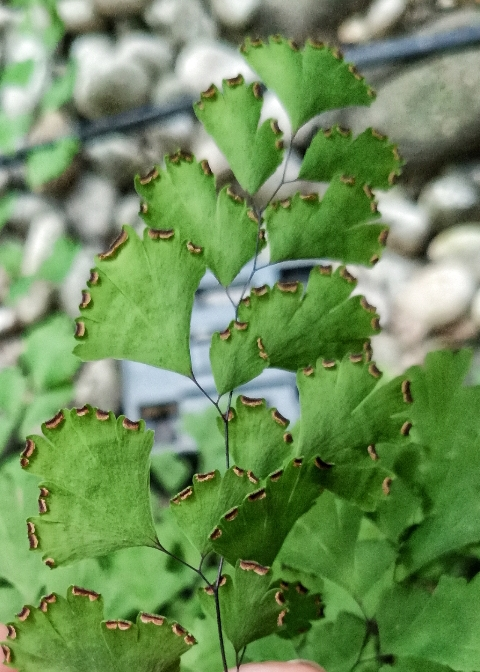
ホウライシダ の偽包膜を持つ胞子嚢群。

偽包膜（ぎほうまく、pseudoindusium, false indusium）は、膜質化した半月形の葉縁が内側に折れ曲がってできた胞子嚢群を保護する構造である。葉縁全体が反転するもの、裂片の一部が反転するもの、歯牙が反転するものなどが知られる。クジャクシダ Adiantum pedatumやホウライシダ Adiantum capillus-veneris、ユノミネシダ Histiopteris incisaにみられる。

### 側糸
ノキシノブ Lepisorus thunbergianus のように、包膜を欠くウラボシ科の胞子嚢群では、胞子嚢に交じって側糸（そくし、paraphyses）を持ち、胞子嚢を保護している。側糸は胞子嚢床につく多細胞毛であり、胞子嚢へ発生するように表皮細胞に起源して発生し始めたもののうち、生殖機能を持った細胞を作らずに胞子嚢群の保護の機能を持つように分化したものである。
タキミシダ属 Antrophyum では、側糸の形状が種の分類形質として用いられる。ノキシノブ属 Lepisorus では、楯着する鱗片が若い胞子嚢群を包んで、包膜のようにふるまう。

## 分類群との関係
シダ類の中で、胞子嚢群の形態は多様である。包膜や胞子嚢群の形、胞子嚢群の葉面上の位置、葉脈との関係がシダ類の分類に重要な標徴である。しかし、形や位置に多様性が生みだされる機構や、その適応的意義はほとんど明らかになっていない。
隣り合う胞子嚢群が2個融合したものを複胞子嚢群（複胞子囊群、ふくほうしのうぐん、英: duplosori）という。エダウチホングウシダ Lindsaea chienii などに見られる。
多数の胞子嚢群が癒合して線状に伸びたものを連続胞子嚢群（連続胞子囊群、れんぞくほうしのうぐん、英: coenosori）という。ワラビ Pteridium aquilinum やマメヅタ Lemmaphyllum microphyllum などに見られる。
オキナワウラボシ Microsorum scolopendria やシシラン Vittaria flexuosa では、胞子嚢床が葉裏に深く窪んで作られ、前者ではコップ状、後者では溝状になる。これは葉の組織による胞子嚢群の保護だと解釈される。
胞子嚢群を作らず、葉裏全面につくものは acrostichoid sori と呼ばれる。イノモトソウ科ミミモチシダ属 Acrostichum やオシダ科アツイタ属 Elaphoglossum、ヘツカシダ属 Bolbitis などに見られる。

### 位置
胞子嚢群はシダ類の葉の背軸側に生じるが、葉縁からの距離により、縁生、次縁生、背面生（面生）が区別される。葉の成長する過程において、胞子嚢群が最初に生じる位置と最終的な位置は、周縁分裂組織とそれに由来する組織の分裂活性に関係している。
真の縁生（えんせい、marginal position）では、胞子嚢床（胞子形成分裂組織）が発生途中の羽片や小羽片の縁のみに形成される。胞子嚢床は周縁分裂組織の能力を維持して胞子嚢始原細胞を形成する。包膜がある場合、胞子嚢床の次周縁部が成長して形成される。縁生の場合、包膜は漏斗状か二弁状になる。コケシノブ科のコケシノブ属 Hymenophyllum やホラゴケ属 Trichomanes に知られる。
次縁生（じえんせい、intramarginal position）は成熟した葉身での観察から縁生と記載されることが多いが、発生過程を観察すると葉縁ではなくその周辺から胞子嚢群が生じている。次縁生のシダ類では、葉縁の細胞は後に分裂組織としての能力を失い、柔細胞となる。このとき、葉縁部が薄く伸長することも多い。発生途中の葉縁近くの背軸面上にある次周縁細胞が分裂組織能を維持して、胞子嚢床（胞子形成分裂組織）を形成する。この分裂能の変化に伴い、内側の包膜も胞子嚢床周辺の表皮細胞が薄い伸長片として形成される。胞子嚢床の幅と長さは胞子形成分裂組織の量と活性化している時間に依存している。個々の胞子嚢群は葉縁近くの葉脈に沿って形成されたり、脈端に形成されたりする。イノモトソウ属 Pteris、リシリシノブ属 Cryptogramma、イヌウラジロシダ属 Pellaea、ワラビ属Pteridium、ディクソニア属 Dicksonia などがこれに当てはまる。
背面生（はいめんせい、abaxial position）または 面生（めんせい、superficial position）は、葉身が周縁成長する初期に若い胞子嚢床が背軸面の次周縁細胞から生じる。次縁生とは異なり、葉縁は分裂組織としての活性を維持して葉身が拡大し続けるため、若い胞子嚢群は周縁から離れた位置に分布するようになる。包膜がある種では、包膜は発達中の胞子嚢床付近の表在細胞から形成され、最終的に胞子嚢床を覆う。

### 成熟
分類群により胞子嚢群内の胞子嚢の成熟の順が異なる。
胞子嚢群の全ての胞子嚢が同時に生じて成長、成熟するものは斉熟型（せいじゅくがた、simple）胞子嚢群と呼ばれる。それに対し、胞子嚢群が一定の期間に決まった順序で生じるものは順熟型（じゅんじゅくがた、gradate）胞子嚢群と呼ばれる。さらに、異なる成長段階の胞子嚢を一緒に持つ混熟型（こんじゅくがた、mixed）胞子嚢群と呼ばれる。斉熟型混子嚢群を持つ群に対し、順熟型胞子嚢群を持つ群は派生的で、混熟型胞子嚢群が最も進化した段階だと考えられている。
順熟型胞子嚢群の発生順序は求基的で、最も古い胞子嚢は胞子嚢床の先端付近に生じ、若いものほど基部に生じる。コケシノブ目やヘゴ目に見られる。
混熟型胞子嚢群は1つの胞子嚢群だけでも胞子を散布できる期間が長いため、適応的に進化したものであると解釈される。オシダ科やイワデンダ科に見られる。

## 特殊な胞子嚢群

### 単体胞子嚢群
発生中に融合した胞子嚢の集まりは単体胞子嚢群（単体胞子囊群、たんたいほうしのうぐん、synangium, pl. synangia）と呼ばれる。聚嚢（聚囊、しゅうのう）やシナンジウムとも呼ばれる。マツバラン類やリュウビンタイモドキ属 Ptisana などが形成する。
マツバラン類のマツバラン属 Psilotum では、3つの真嚢胞子嚢が合着してできた構造の単体胞子嚢群であり、イヌナンカクラン属 Tmesipteris では2室の単体胞子嚢群を形成する。
同じリュウビンタイ類であるリュウビンタイ属 Angiopteris の胞子嚢群は、葉脈に沿って密に2列に並ぶ真嚢胞子嚢でできているのに対し、リュウビンタイモドキ属の単体胞子嚢群は、2列の真嚢胞子嚢が癒合し、共通の壁によって囲まれた密な胞子嚢群になっている。単体胞子嚢群は二枚貝のように開いて胞子嚢を露出し、胞子嚢は縦の裂け目で裂開する。

### 胞子嚢果
サンショウモ目では、胞子嚢果（胞子囊果、ほうしのうか、sporocarp）と呼ばれる生殖器官を形成する。
デンジソウ科の胞子嚢果は葉身に起源すると考えられている。つまりデンジソウ科の胞子嚢果は多数の小羽片を付けた1枚の羽片で、最基部の小羽片が殻状に変形して残りの部分を包み込む。胞子嚢果の中には二又分枝する側枝を持つ1本の主脈が通っている。胞子嚢群は胞子嚢果のそれぞれの側の内側にあり、側脈に平行して位置する。各胞子嚢群には胞子嚢床があり、その先端に大胞子嚢、側面に小胞子嚢を生じる。包膜は各胞子嚢群を覆い、頭巾状で胞子嚢果の縁まで広がる。
デンジソウ科の胞子嚢果は乾燥に耐え、20–35年も生存することが知られている。胞子嚢果が成熟すると胞子は発芽能力を持つが、2–3年経過しないと胞子嚢果は開口せず、それまで発芽しない。胞子嚢果の壁は非浸透性で、外皮を傷つけると開口が進行する。開口した胞子嚢果を水に入れると内部組織が水を吸収し始めて膨張し、数分以内に胞子嚢群が付着している蠕虫状のゼラチン構造である担胞子嚢体（担胞子囊体、たんほうしのうたい、sorophore）が現れる。
サンショウモ科の胞子嚢果はデンジソウ科のものとは大きく異なり、変形した胞子嚢群であると解釈される。つまりサンショウモ科の胞子嚢果は胞子嚢が包膜に包まれた構造体である。サンショウモ科の成熟した胞子嚢果には二型がある。大型の胞子嚢果（雄性胞子嚢果）には包膜につつまれた多数の小胞子嚢（雄性胞子嚢）が含まれる。大胞子嚢果（雌性胞子嚢果）は1個の機能する大胞子嚢（雌性胞子嚢）を含む。